# Knud Jørgensen
Knud Jørgensen, född 22 mars 1928  i Köpenhamn, död 23 oktober 1992 i Stockholm, var en dansk jazzpianist som arbetade med en mängd artister runt om i Norden, framför allt med basisten Bengt Hanson, men även med bland andra Svend Asmussen, Arne Domnérus, Bosse Broberg, Nisse Sandström och Lars Erstrand. Knud Jørgensen samarbetade också med den norske jazzsaxofonisten Bjarne Nerem.
Knud Jørgensen är gravsatt i minneslunden på Kungsholmens kyrkogård i Stockholm.